# Freddie De Tommaso
Freddie de Tommaso, né en 1994, est un artiste lyrique d'opéra, ténor, anglo-italien, remarqué dans les rôles lirico spinto du répertoire italien.

## Biographie
Freddie De Tommaso est né d'un père italien, décédé lorsqu'il avait 18 ans, et d'une mère anglaise et a grandi à Tunbridge Wells dans le Kent au Royaume-Uni, dans un environnement mélomane. Il a fréquenté très tôt les salles d'opéra notamment le Festival de Glyndebourne et Covent Garden où ses parents les conduisaient. Il a chanté enfant dans des chœurs et pris des cours mais ce n'est que « pendant les deux dernières années de lycée que j’ai pris des cours de chant plus sérieusement. Je me suis mis alors à chanter des airs de Mozart et de Rossini dans le répertoire de baryton lyrique », confie-t-il au magazine en ligne Forum Opéra, lors d'un entretien réalisé en décembre 2021.
Les études de français et d'italien qu'il entreprend ne le convainquent pas et il décide alors de prendre des leçons de chant de manière beaucoup plus intensive.
Il a alors intégré la Royal Academy of Music en 2013 et reçu l'enseignement de celui qui est toujours son professeur, Mark Wildman dans la tessiture de baryton avant de se rendre compte que celle de ténor convenait mieux à sa voix. Il a ainsi pu passer tous les niveaux de l’École y compris l'année de spécialisation dans l'art lyrique.
En 2018 il remporte le concours ainsi que le Placido Domingo Tenor Prize et le Verdi Prize au Concours international Francesc Viñas à Barcelone. Il participe ensuite au programme de formation des jeunes chanteurs du festival de Salzbourg puis au studio du Bayerische Staatsoper ce qui lui permet d'apparaitre sur scène dans quelques petits rôles dans les représentations alors données à Munich tel que le hussard Vassili dans Mavra d'Igor Stravinsky en 2019.
En décembre 2019, il est engagé dans le rôle secondaire mais important de Cassio dans Otello, sur la grande scène du Royal Opera House, qui reprend la production de Keith Warner, créée en 2017 avec la prise de rôle du ténor Jonas Kaufmann. Cette fois il est aux côtés du ténor Gregory Kunde qui chante le rôle-titre sous la direction d'Antonio Pappano ,. Il chante ensuite dans Nabucco à Amsterdam puis Madame Butterfly à Dresde avant de devoir marquer la longue pause due aux restrictions COVID qui ont été particulièrement difficiles pour les jeunes chanteurs. Freddie De Tommaso a cependant pu se produire au Wiener Staatsoper, resté ouvert, dans Madame Butterfly (Pinkerton), Nabucco, (Ismaele), Rosenkavalier (le chanteur italien), Macbeth (Macduff).
La saison 2021/2022 le voit faire ses débuts dans les rôles de Maurizio (Adriana Lecouvreur) à la Scala de Milan, de Don José (Carmen) à l'opéra d'état de Vienne. Il incarne également Pinkerton à la Semperoper de Dresde et au Royal Opera House, et Macduff (Macbeth, Verdi) à Vienne et à Munich. En concert, il participe au concert anniversaire de Caruso à Naples, à la Messa di gloria de Puccini au Teatro del Maggio Musicale Fiorentino sous la baguette de Zubin Mehta, et se produit en récital à Moscou et à l’Opéra national de Norvège avec la soprano Lise Davidsen.
Mais c'est lors de la sortie des restrictions Covid qu'il se fait un nom et une réputation en quelques soirées à Londres. Il est prévu pour incarner le rôle de Cavaradossi en deuxième distribution dans Tosca, au Royal Opéra House pour la saison de reprise. L'annulation pour difficultés vocales du ténor Bryan Hymel le conduit à remplacer celui-ci pour les premières représentations, y compris celle qui est retransmise en livestream, en décembre 2021. Son succès le propulse rapidement au devant de la scène malgré son très jeune âge.
Il se produit ensuite en Riccardo dans le Bal masqué, d'abord lors d'un enregistrement studio en 2021 à Monte Carlo, alors que les restrictions dues au Covid rendent complexes les réunions d'artistes puis  au Festival de Verbier durant l'été 2022, et enfin au Liceu de Barcelone, en février 2024.
En juin 2024, toujours au Liceu de Barcelone, il est amené à remplacer Jonas Kaufmann initialement prévu, pour la première distribution de Adriana Lecouvreur, dans la mise en scène de David Mc Vicar et Jean-Marcel Humbert pour Forum Opéra, ne cache pas son admiration pour « Ce jeune chanteur de 30 ans, que l’on qualifiait encore il y a peu de « ténor prometteur », a maintenant totalement gagné ses galons de vedette. En mars dernier, il nous subjuguait au San Carlo de Naples par son Pollione particulièrement solide. Il reprend ce soir le Maurizio qu’il a déjà donné à la Scala en 2022 dans la même production, avec son éclatant timbre lírico spinto riche de mille couleurs, aux aigus projetés avec insolence qui n’est pas sans rappeler Di Stefano jeune, et à l’assise barytonnante gage d’une longévité vocale prévisible. Une prestance et une présence scénique très convaincantes, un jeu parfaitement en phase avec l’action, bref il est d’ores et déjà parmi les meilleurs de sa génération. ».
Ses débuts au MET de New York se font en Cavaradossi dans Tosca, en novembre 2024, aux côtés de Lise Davidsen, sous la direction de Yannick Nézet-Séguin, directeur musical, la représentation du 23 étant retransmise en live HD dans de nombreux cinémas dans le monde.
Il aborde le rôle de Pollione dans Norma, au Theater an der Wien en février et mars 2025, dans la mise en scène de Vasily Barkhatov, aux côtés de Asmik Grigorian dans le rôle-titre et d'Aigul Akhmetshina en Adalgisa. L'une des représentations filmée en direct est retransmise par Arte Concert. Il est amené à remplacer Juan Diego Florez le soir du 3 mars, ce dernier étant souffrant, dans ce même rôle de Pollione, au Wiener Staatsoper où Norma est donné dans la mise en scène de Cyril Teste, avec Federica Lombardi dans le rôle-titre.
Il enregistre son premier album chez Decca, Passione, fin 2020 (sortie en 2021), composé des grands airs de mélodie italienne. Cet album est bientôt suivi de deux enregistrements successifs, parus en 2022 :  Il tenore, où il explore les grands airs de Tosca, Carmen, Turandot, Madame Butterfly et la chanson napolitaine Torna a Surriento, composée par  Ernesto de Curtis.

## Discographie

### Albums solo
- Passione - Freddie De Tommaso / Renato Balsadonna / London Philharmonic Orchestra sous la direction de Renato Balsadonna  - CD Decca - 2021[19]
- DE CURTIS Torna a Surriento / Freddie De Tommaso/ London Philharmonic Orchestra sous la direction de Renato Balsadonna - CD Decca 2022

- Il Tenore - Freddie De Tommaso, avec la participation de Lise Davidsen, Aigul Akhmetshina, Philharmonia Orchestra sous la direction de Paolo Arrivabeni -  CD Decca - 2022
- Puccini - 5 airs d'opéra - Freddie de Tommaso et l'orchestre philharmonique de Londres sous la direction de Edward Gardner - CD Decca - le 29 novembre 2024.

### Participation à des intégrales d'opéra
- Un ballo in maschera, avec Freddie de Tommaso, Saioa Herná, Marek Janowski, Elisabeth Kulman, Lester Lynch, Orchestre philharmonique de Monte-Carlo et Chœur d’État de Transylvanie sous la direction musicale de Marek Janowski - Label Pentatone- 2023.